# داروین ایرلاین
داروین ایرلاین (به انگلیسی: Darwin Airline) یک شرکت هواپیمایی با کد یاتا F7 است که در ۲۰۰۳ میلادی تأسیس شده‌است. دفتر مرکزی داروین ایرلاین در لوگنو، سوئیس واقع شده‌است و به ۱۵ مقصد، پرواز انجام می‌دهد.